# Raisa O’Farrill
Raisa Mirelda O’Farrill Bolaños (ur. 17 kwietnia 1972 w prowincji Villa Clara, zm. 30 maja 2023 w Hawanie) – kubańska siatkarka, dwukrotna mistrzyni olimpijska, złota medalistka mistrzostw świata.

## Życiorys
W 1992 O’Farrill została powołana do kadry olimpijskiej na igrzyska w Barcelonie. Do fazy pucharowej Kubanki awansowały z pierwszego miejsca w grupie z kompletem zwycięstw nad Brazylią, Holandią i Chinami. W półfinale wygrały z Stanami Zjednoczonymi, a w finale ze Wspólnotą Niepodległych Państw, tym samym zdobywając pierwsze w historii złote medale olimpijskie dla Kuby w siatkówce. Pod wodzą trenera Eugenio George reprezentacja Kuby z O’Farrill w składzie, która wówczas grała w klubie Villa Clara, zwyciężyła w rozgrywanych w Brazylii mistrzostwach świata 1994. W następnym roku mistrzynie świata tryumfowały w pucharze świata.
O’Farrill wystąpiła również podczas igrzysk w 1996 w Atlancie. Zagrała w czterech z pięciu meczów fazy grupowej, a Kuba z trzeciego miejsca awansowała do ćwierćfinału. Po zwycięskim meczu z USA, w półfinale Kubanki pokonały Brazylię, a w finale Chinki i tym samym obroniły tytuł mistrzowski sprzed czterech lat.
Jej mężem był kubański lekkoatleta Emilio Valle.